# Jacob Wallenberg
Jacob Wallenberg, né le 13 janvier 1956 à Stockholm, est un industriel et banquier suédois qui fait partie de la famille Wallenberg. Il est président depuis 2005 de Investor AB et membre du comité de direction du groupe de Bilderberg.

## Biographie
Jacob Wallenberg est un membre de la famille Wallenberg. Il poursuit ses études à la Wharton School de l'université de Pennsylvanie où il obtient son MBA en 1981. Après ses études, il travaille dans le secteur bancaire, et en 1984, il retourne en Suède pour travailler SEB, la holding familiale.
Il occupe ensuite les postes de directeur indépendant de Coca-Cola, président de W Capital Management, vice-président d'Atlas Copco AB (1998-2012), vice-président d'Electrolux AB, et vice-président de Stockholms Handelskammares Service AB.
Jacob Wallenberg dirige les affaires familiales avec ses cousins Marcus et Peter, et ils représentent la cinquième génération des Wallenberg. Les Wallenberg contrôlent 40% des valeurs indexées à la bourse de Stockholm et regroupent leurs actifs sous la holding Stockholm offices of Investor.